# Парнувате
Парнува́те — село в Україні, у Борівській селищній громаді Ізюмського району Харківської області. Населення становить 71 осіб. До 2020 орган місцевого самоврядування — Підвисочанська сільська рада.

## Географія
Село Парнувате знаходиться між селами Підвисоке і Ясинувате (~ 2 км). До села примикає невеликий лісовий масив.

## Історія
1785 - дата першої згадки села.
12 червня 2020 року, відповідно до Розпорядження Кабінету Міністрів України № 725-р «Про визначення адміністративних центрів та затвердження територій територіальних громад Харківської області», увійшло до складу Борівської селищної громади.
19 липня 2020 року, в результаті адміністративно-територіальної реформи та ліквідації Борівського району, увійшло до складу Ізюмського району Харківської області.

## Населення

### Мова
Розподіл населення за рідною мовою за даними перепису 2001 року:
| Мова       | Кількість | Відсоток |
| ---------- | --------- | -------- |
| українська | 69        | 97.18%   |
| російська  | 2         | 2.82%    |
| Усього     | 71        | 100%     |

## Економіка
Навколо села є молочно-товарна, свино-товарна і птахо-товарна ферми.